# Formatie van Kreftenheye
De Formatie van Kreftenheye of Kreftenheye Formatie is een jonge geologische formatie in de Nederlandse ondergrond. De formatie bestaat uit fluviatiel zand en grind uit het Laat-Saalien, Eemien, Weichselien (Laat Pleistoceen) en Vroeg-Holoceen (ongeveer van 150.000 tot 10.000 jaar geleden) en komt op sommige plekken aan de rand van het rivierengebied aan het oppervlak, zoals in het noordoosten van Noord-Brabant of het westen van de Achterhoek.

## Stratigrafie
De Formatie van Kreftenheye werd ingevoerd door de fysisch geograaf Jan Zonneveld. In de huidige Nederlandse lithostratigrafie is ze onderdeel van de Boven-Noordzee Groep. De formatie ligt boven op oudere formaties uit het Pleistoceen. In het westen en midden van Nederland zijn dat de Formatie van Sterksel (Vroeg en Midden Pleistocene zanden en grinden) en de Formatie van Urk (Midden Pleistocene fluviatiele zanden, grinden en kleien). Hoewel deze formaties lithologisch moeilijk te onderscheiden zijn is de basis van de Formatie van Kreftenheye vaak te herkennen als een erosief vlak met daarboven een grindige geulafzetting. In het westen van Noord-Brabant kan de Formatie van Kreftenheye ook boven op de Formatie van Stramproy (eolisch fijn zand uit de oudere glacialen van het Vroeg Pleistoceen) of de Formatie van Waalre (fluviatiele zanden en kleien uit het Laat-Plioceen en Vroeg Pleistoceen) liggen. In het noorden van Nederland ligt de formatie meestal over de glaciale en periglaciale afzettingen van de Formatie van Drente (Saalien). In Limburg ten slotte ligt de formatie soms over de Formatie van Beegden (afzettingen van de Maas) of de Kiezeloöliet Formatie (Miocene en Pliocene afzettingen van voorlopers van de Rijn en Maas).
Boven op de Formatie van Kreftenheye liggen jongere sedimenten. Dit kunnen veen en mariene klei uit het Eemien (Eem-formatie) zijn, of dekzand uit het Weichselien (Formatie van Boxtel). Op andere plaatsen liggen afzettingen uit het Holoceen over de Formatie van Kreftenheye. Dit zijn fluviatiele (Formatie van Echteld) of mariene (Formatie van Naaldwijk) zanden en kleien. De eveneens fluviatiele Formatie van Echteld is van de Formatie van Kreftenheye te onderscheiden omdat ze meer organisch materiaal en mica's bevat.

## Onderverdeling en ontstaan
De formatie van Kreftenheye bestaat uit grof zand en grind, met sporadisch fijne laagjes fijn zand, klei of veen.
Binnen de formatie worden vijf laagpakketten onderscheiden:
- Het Laagpakket van Well bestaat uit grof zand en grind dat in het noorden van Limburg werd afgezet in het Saalien, toen gletsjers het noorden van Nederland bedekten. De (destijds vlechtende) Rijn werd door de naar het zuiden bewegende ijskap gedwongen zijn loop naar het westen af te buigen, waarbij eerdere rivierterrassen van de Rijn werden weggeërodeerd en dit laagpakket werd afgezet.
- Het Laagpakket van Twello bestaat uit deltaïsch zand. Dit werd aan het einde van het Saalien in het IJsseldalbekken afgezet, waar de gletsjer zich uit had teruggetrokken en een groot meer ontstaan was.
- Het Laagpakket van Zutphen bestaat uit klei, zand en veen in het IJsseldal. Het werd in het Eemien (de warmere periode die volgde op het Saalien) afgezet door de Rijn, die destijds ongeveer op de plek van de huidige IJssel naar het noorden stroomde.
- Het Laagpakket van Ockenburg bestaat uit zand en grind dat in het Weichselien in het huidige rivierengebied van Midden-Nederland werd afgezet door de Rijn en zijn vertakkingen. Vaak bevat dit schelpen die losgewoeld werden uit de onderliggende Eem Formatie.
- Het Laagpakket van Wijchen bestaat uit klei (siltig tot zandig), kalkloos of soms een gedeeltelijk ontkalkte top, lichtgrijs tot donkergrijs, plaatselijk humeus tot sterk venig. Vaak komt aan de top van de Laag van Wijchen een goed ontwikkelde zwarte bodemhorizont voor.

Lokaal kan een aslaagje in de formatie voorkomen dat afgezet is met de uitbarsting van de vulkaan van de Laacher See rond 11.230 jaar BP (tegelijk met de Laacher See-tefra). De top van de formatie bestaat uit de Laag van Wijchen, een laag stugge klei die werd afgezet van het Allerød (aan het einde van het Weichselien) tot het vroege Holoceen. Toen het klimaat weer warmer werd ontdooide de permafrost en veranderde de aard van de rivieren van vlechtend naar meanderend. Meanderende rivieren zetten over het algemeen kleiigere sedimenten af dan vlechtende.

## Zware mineralen in de zandfractie

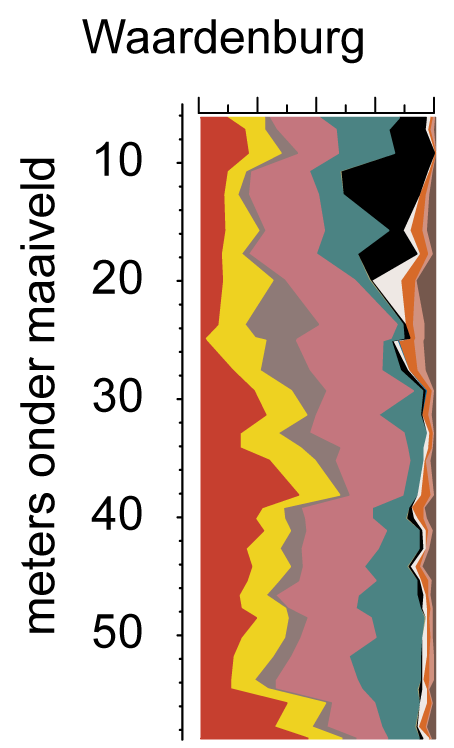
Zwaremineralen-diagram van een boring bij Waardenburg met het augietaandeel in de Formatie van Kreftenheye in zwart aangegeven(

In Nederlandse sedimenten van de Rijn is augiet een belangrijk mineraal en kan daarin soms tot meer dan de helft van de zwaremineraalfractie uitmaken. Het mineraal kenmerkt de zandige sedimenten van de formaties van Urk en Kreftenheye. In vooral grofkorrelige zandafzettingen van de Rijn is het een belangrijk bestanddeel geworden sinds de Brockentuff- of Selbergittuff-fase van het Eifelvulkanisme. 